# Peropyrrhicia guichardi
Peropyrrhicia guichardi är en insektsart som beskrevs av David R. Ragge 1980. Peropyrrhicia guichardi ingår i släktet Peropyrrhicia och familjen vårtbitare. Inga underarter finns listade i Catalogue of Life.